# Чхве Суён
Чхве Су Ён (кор. 최수영, 崔秀榮; род. 10 февраля 1990 года, более известная как Суён) — южнокорейская певица и актриса. В 2002 году являлась участницей корейско-японского дуэта Route θ. В 2004 году вернулась в Корею, где тремя годами позже дебютировала в гёрл-группе Girls’ Generation. Помимо музыкальной карьеры также занимается актёрством, наиболее известна по ролям в сериалах «Третья больница» (2012), «Агентство знакомств: Сирано» (2013), «Весенние дни моей жизни» (2014) и «Полицейский участок 38» (2016), «Беги» (2020) и «Так я женился на антифанатке» (2021).
В октябре 2017 года Суён покинула SM Entertainment, хотя она все ещё остаётся участницей Girls Generation. Она присоединилась к Echo Global Group и выпустила свой первый сольный сингл «Winter Breath» в 2018 году, а затем перешла в Saram Entertainment в 2019 году.

## Жизнь и карьера

### 1990−2007: Ранняя жизнь и начинания в карьере
Суён родилась 10 февраля 1990 года в Кванджу, провинция Кёнгидо, Южная Корея. У неё есть старшая сестра Чхве Су Чжин, актриса мюзиклов. Будучи пятиклассницей, была замечена представителями S.M. Entertainment на открытом прослушивании. В 2002 году заняла первое место на корейско-японском прослушивании, и в том же году дебютировала в составе корейско-японского дуэта Route θ. Дуэт выпустил три сингла до своего распада в 2003 году. Затем Суён вернулась в S.M. Entertainment, и через три года дебютировала в составе группы Girls’ Generation. Популярность к коллективу резко возросла в 2009 году после выпуска сингла «Gee». В одном из интервью Суён рассказала, что ещё до начала музыкальной карьеры интересовалась актёрством, и что во времена предебюта провалила более 70 прослушиваний.

### 2008−16: Роли в кино и написание песен

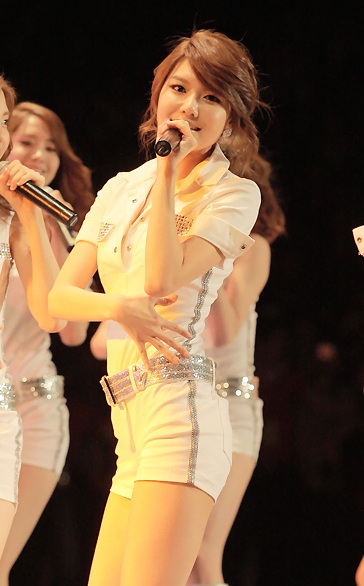
Суён на фестивале университета Хаян, май 2011 года

Помимо музыкальной карьеры в SNSD, Суён также принимала участие в различных музыкальных и актёрских проектах. Её актёрская карьера начиналась с незначительных второстепенных ролей, включая «Неконтролируемая свадьба» (2007), «Привет, школьница» (2008), «О, моя леди!» (2010), «Райская ферма» (2011) и «Достоинство джентльмена» (2012). За этот период она записала два саундтрека — «Kkok» для дорамы «Работающая мама» вместе с одногруппницей Юри и «Feeling Only You» вместе с одногруппницей Тиффани и дуэтом The Blue. Помимо записи песен для Girls’ Generation, Суён также принимала участие в написании текстов песен. Она является автором песен «How Great is Your Love» (2011), «What Do I Do» (2016) и «Sailing (0805)». Также является соавтором песни «Baby Maybe» (2013).
В сентябре 2012 года Суён сыграла одну из главных ролей в сериале «Третья больница». Её игра была высоко оценена коллегами по съёмочной площадке и зрителями. В мае 2013 года она сыграла главную роль в сериале «Агентство знакомств: Сирано», являющемся ремейком фильма «Агентство Сирано» (2010).
В сентябре 2014 года девушка исполнила главную роль в сериале «Весенние дни моей жизни». Данная роль стала для неё прорывом, она одержала победу в номинациях «Лучшая актриса мини-сериалов» на MBC Drama Awards и «Специальная награда для актрисы» на Korea Drama Awards в 2015 году. Она также записала саундтрек «Wind Flower». В 2015 году Суён приняла участие в дораме «Идеальный смысл». В 2016 году снялась в одной из главных ролей в сериале «Полицейский участок 38». В сентябре того же года была утверждена на роль в сериале «Доктор поликлиники».

### 2017−настоящее время: Уход из S.M. Entertainment и продолжение актёрской карьеры

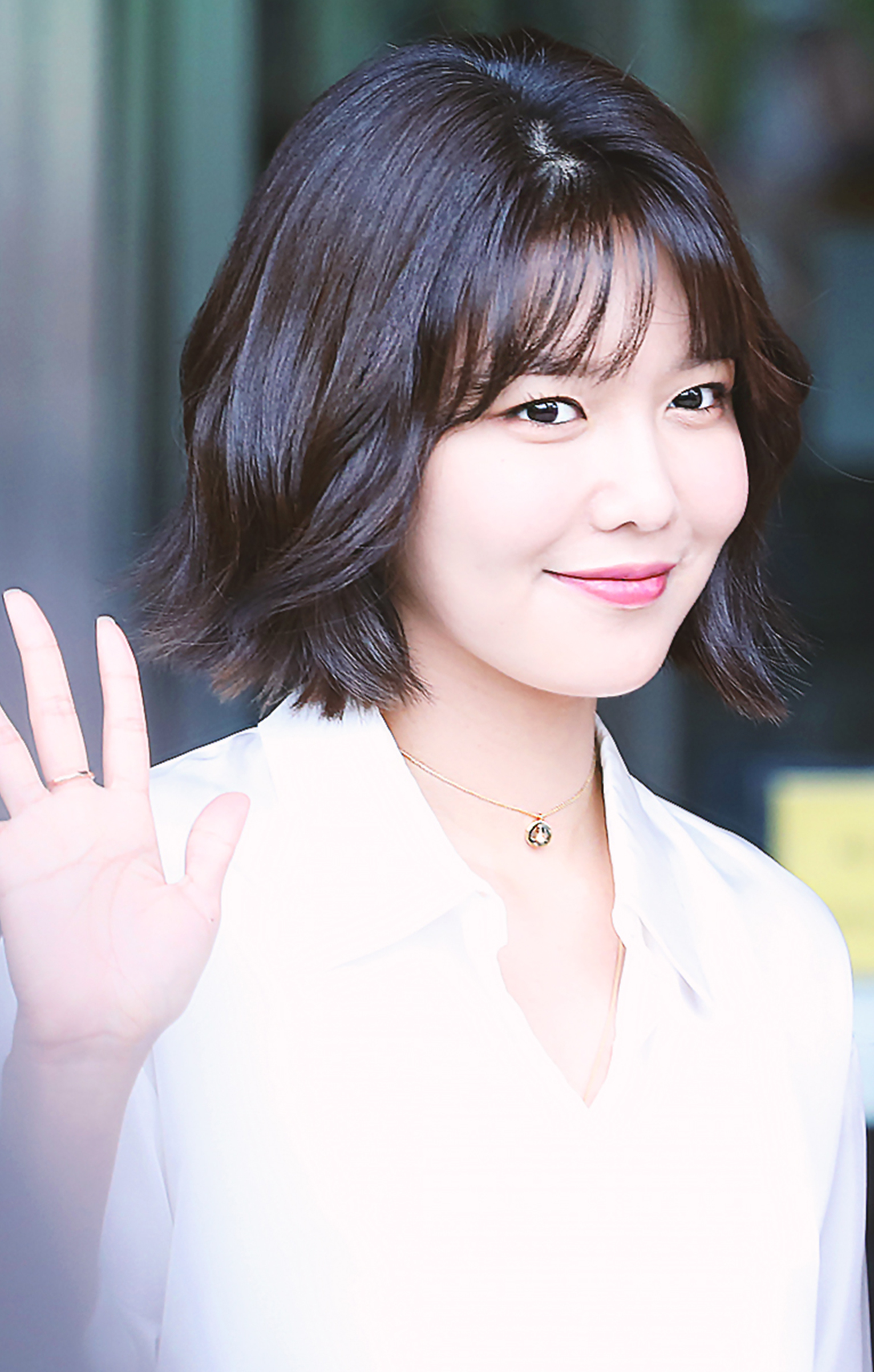
Суён направляется на запись шоу «Счастливы вместе», июль 2017 года

В марте 2017 года стала ведущей девятого сезона шоу Saturday Night Live Korea. 4 августа, в честь десятилетия со дня дебюта, Girls’ Generation выпустили шестой студийный альбом Holiday Night. Промоушен проводился в течение одной недели, и 17 августа стало известно, что участницы находятся на стадии решения о продлении контрактов с S.M. Entertainment. Два месяца спустя, 9 октября была подтверждена информация о том, что Тиффани, Сохён и Суён отказались продлевать контракты с агентством. 9 ноября Суён официально стала частью компании Echo Global Group, но её будущее в качестве участницы Girls’ Generation ставится под вопрос, хотя группа распущена не была.
10 февраля 2018 года Суён провела свой первый сольный фанмитинг, приуроченный к её 28-летию. 21 марта было подтверждено её участие в японском фильме «Тупиковые воспоминания», где она исполнила главную женскую роль.
В мае 2019 года Суён подписала контракт с новым агентством Saram Entertainment.

## Личная жизнь
С 2015 года Суён проводит ежегодный благотворительный аукцион под названием «Эффект Луча», чтобы собрать деньги на лечение пигментного ретинита, которым болеет её отец.
С 2013 года состоит в отношениях с актёром Чон Кён Хо.

## Дискография

### Саундтреки
| Год  | Альбом              | Песня                                   | Продолжительность | Артист               |
| ---- | ------------------- | --------------------------------------- | ----------------- | -------------------- |
| 2002 | Start               | «Start»                                 | 03:23             | Route θ              |
| 2002 | Start               | «Kimi Ni Ae Ta Kara… (君に会えたから…)» | 04:40             | Route θ              |
| 2002 | Waku Waku It’s Love | «Waku Waku It’s Love (ワクワク)»        | 03:23             | Route θ              |
| 2002 | Waku Waku It’s Love | «Go Go Happy (明日はあしたの風が吹く)»  | 03:58             | Route θ              |
| 2003 | Painting            | «Painting»                              | 05:08             | Route θ              |
| 2003 | Painting            | «Onna No Ko Magic (女の子マジック)»     | 04:30             | Route θ              |
| 2005 | InuYasha            | «I Am (Korean Version)»                 | 01:24             | Соло                 |
| 2008 | Working Mom         | «KKok (꼭)»                             | 03:24             | Дуэт с Юри           |
| 2009 | The First Memories  | «Feeling Only You (너만을 느끼며)»      | 03:26             | С Тиффани и The Blue |
| 2014 | My Spring Days      | «Wind Flower (바람꽃)»                  | 03:29             | Соло                 |

## Фильмография
| Год  |   | Русское название                  | Оригинальное название      | Роль              |
| ---- | - | --------------------------------- | -------------------------- | ----------------- |
| 2008 | с | Неконтролируемая свадьба          | Unstoppable Marriage       | В роли самой себя |
| 2008 | ф | Привет, школьница                 | Hello, Schoolgirl          | Чон Дэ Чон        |
| 2010 | с | О, моя леди!                      | Oh! My Lady                | В роли самой себя |
| 2011 | с | Райская ферма                     | Paradise Ranch             | Мисс Су           |
| 2012 | с | Достоинство джентльмена           | A Gentleman's Dignity      | В роли самой себя |
| 2012 | с | Третья больница                   | The 3rd Hospital           | Ли Иу Чжин        |
| 2013 | с | Агентство знакомств: Сирано       | Dating Agency: Cyrano      | Гон Мин Ён        |
| 2014 | с | Мои весенние дни                  | My Spring Days             | Ли Бом И          |
| 2016 | с | Идеальный смысл                   | Perfect Sense              | Ын Со             |
| 2016 | с | Полицейский участок 38            | 38 Revenue Collection Unit | Чон Сон Хи        |
| 2017 | с | Доктор поликлиники                | Polyclinic Doctor          | TBA               |
| 2017 | с | Человек, которого вы можете знать | Someone You Might Know     | Ли Ан             |
| 2017 | с | Мужчина, накрывающий на стол      | Man Who Sets the Table     | Ли Ру Ри          |
| 2020 | с | Скажи, что ты видела              | Tell Me What You Saw       | Чха Су Ён         |
| 2021 | с | Так я женился на антифанатке      | So I Married an Anti-fan   | Гын Ён            |
| 2025 | ф | Балерина                          | Ballerina                  | Катла Парк        |

## Награждения и номинации
| Год  | Премия                   | Номинация                       | Фильм/Сериал                | Результат |
| ---- | ------------------------ | ------------------------------- | --------------------------- | --------- |
| 2012 | Mnet 20’s Choice Awards  | Best 20’s Style                 | н/д                         | Номинация |
| 2012 | KBS Music Awards         | Лучшая участница женской группы | н/д                         | Номинация |
| 2013 | Korea Drama Awards       | Лучшая новая актриса            | Агентство знакомств: Сирано | Номинация |
| 2013 | Style Icon Awards        | Best K-Style Award              | Суён                        | Победа    |
| 2013 | SBS Entertainment Awards | Награда новичка (телеведущий)   | TV Entertainment Tonight    | Победа    |
| 2014 | MBC Drama Awards         | Лучшая актриса мини-сериалов    | Мои весенние дни            | Победа    |
| 2014 | MBC Drama Awards         | Лучшая пара                     | Мои весенние дни            | Номинация |
| 2015 | Korea Drama Awards       | Специальная награда для актрисы | Мои весенние дни            | Победа    |